# 北海道美唄尚栄高等学校
北海道美唄尚栄高等学校（ほっかいどうびばいしょうえいこうとうがっこう、Hokkaido Bibai Syouei High School）は、北海道美唄市にある公立（道立）の高等学校。

## 設置学科
- 総合学科

## 沿革
- 2011年 - 北海道美唄高等学校と北海道美唄工業高等学校との統合により、5間口総合学科高校として開校。
- 2017年4月12日 道教委は、「北海道立高等学校学則の一部を改正する教育委員会規則」(昭和26年規則8号。別表第1)を教育庁原案通り全会一致で議決。これにより平成29年度の生徒定員(第一学年総合学科現行360)は40(一学級分)減員され320となった。[1]

### 旧北海道美唄高等学校
- 1999年 - 北海道美唄東高等学校と北海道美唄南高等学校との統合校として開校。
- 2011年 - 北海道美唄工業高等学校との統合のため生徒募集停止。
- 2013年 - 閉校。

### 旧北海道美唄東高等学校
- 1946年 - 北海道美唄高等女学校（町立）として開校。
- 1948年 - 美唄町北海道美唄高等学校と改称。
- 1950年 - 道立移管、北海道美唄高等学校と改称、東分校を設置。
- 1951年 - 北海道美唄東高等学校と改称、東分校を沼東分校と改称。
- 1952年 - 沼東分校が北海道美唄沼東高等学校として独立。（1963年生徒募集を停止、1966年閉校）
- 1955年 - この頃から北大合格者数20名ほどを毎年輩出し、夕張北、岩見沢東と並ぶ南空知有数の進学校として1970年代まで約20年間君臨する。
- 1999年 - 北海道美唄南高等学校の統合による北海道美唄高等学校の開校のため、生徒募集を停止。
- 2001年 - 閉校。

### 旧北海道美唄沼東高等学校
- 1950年 - 開校。（ 美唄市東美唄町我路、沼東中学校に並置）
- 1961年 - 我路地内に移転、独立校舎となる。
- 1966年 - 閉校。

### 旧北海道美唄南高等学校
- 1951年 - 開校。
- 1963年 - 沼東分校を設置。（1966年に閉校する北海道美唄沼東高等学校の事実上の後継校）
- 1969年 - 沼東分校が北海道美唄聖華高等学校として独立。
- 1999年 - 北海道美唄東高等学校の統合による北海道美唄高等学校の開校のため、生徒募集を停止。
- 2001年 - 閉校。

## 著名な出身者
（以下は旧美唄東高等学校の出身）
- 奥野正男（邪馬台国研究者、第58回毎日出版文化賞受賞）1953年・定時制卒
- 谷本一之（音楽史学者、アイヌ民族文化研究センター所長）
- 繁下和雄（音楽教育者、カワイ音楽教育研究所長、元国立音楽大副学長）12期生
- 後藤竜二（児童文学者）本名-後藤隆二 12期生　2010年逝去
- 高橋幹夫（元美唄市長）
- 板東知文（美唄市長）
- 伊東英幸（実業家、ダスキン社長）12期生
- 安田侃（彫刻家）13期生
- 加我君孝（医学者、元東京大学附属病院長、上皇后美智子の主治医）13期生
- 林徹（テレビ演出家、映画監督）28期生
- 浅田和茂（刑事法学者）1965年卒